# 高浪歩未
高浪 歩未（たかなみ あゆみ、英語: Ayumi TAKANAMI、2001年1月19日 - ）は、日本の元フィギュアスケート選手（アイスダンス）。東京都出身。早稲田大学国際教養学部在学中。
全日本ジュニア優勝（2018年)。　
全日本選手権3位（2021年)。
2021年1月、アスリートフードマイスター3級取得。

## 経歴
幼少時、アメリカ滞在中フィギュアスケートを始めデトロイトスケーティングクラブ(DSC)にて、シングルとアイスダンスの練習に取り組む。
帰国後、シングルを続ける傍ら、アイスダンスのパートナーを探す。
2014-2015に嶋崎大輝と全日本ジュニアへ出場。
2017-2019に池田喜充と世界ジュニア、ジュニアグランプリシリーズに出場。

2020年2月13日、自身のInstagramおよびTwitterで池田喜充とのカップル解消を発表。
2021年3月、西山真瑚とカップルを結成。愛称は「あゆしん」。
2022年3月、西山の個人的な事情によりトロントから日本への拠点変更、拠点変更にともない競技としてアイスダンスを続けていくことが難しくなったことなどから、パートナーシップ解消。
2023年1月13日、2023年3月で競技引退、9月の大学卒業後は社会人としてセカンドキャリアを歩むことを自身のSNSで発表。

## 主な戦績
- 西山真瑚とのカップル

| 大会/年      | 2021-22 |
| ------------ | ------- |
| 全日本選手権 | 3       |

- 池田喜充とのカップル

| 大会/年           | 2017-18 | 2018-19 | 2019-20 |
| ----------------- | ------- | ------- | ------- |
| 世界Jr.選手権     |         | 26      |         |
| 全日本Jr.選手権   | 3       | 1       | 2       |
| JGPバルティック杯 |         |         | 12      |
| 2019 トルン杯     |         | 12J     |         |

### 詳細
| 2021-2022 シーズン    |                                                  |         |         |          |
| 開催日                | 大会名                                           | RD      | FD      | 結果     |
| 2021年12月22日 - 26日 | 第90回全日本フィギュアスケート選手権（さいたま） | 4 58.10 | 3 90.19 | 3 148.29 |

| 2019-2020 シーズン    |                                                      |          |          |           |
| 開催日                | 大会名                                               | RD       | FD       | 結果      |
| 2019年11月15日 - 17日 | 第88回全日本フィギュアスケートジュニア選手権（横浜） | 2 53.93  | 2 76.28  | 2 130.21  |
| 2019年9月18日 - 21日  | ISUジュニアグランプリ バルティック杯（グタニスク）   | 14 46.07 | 10 68.91 | 12 114.98 |

| 2018-2019 シーズン    |                                                        |          |          |           |
| 開催日                | 大会名                                                 | RD       | FD       | 結果      |
| 2019年3月4日 - 10日   | 2019年世界ジュニアフィギュアスケート選手権（ザグレブ） | 26 41.74 | -        | 26        |
| 2019年1月8日 - 12日   | 2019年メンタートルン杯 ジュニアクラス（トルン）        | 13 45.98 | 11 74.67 | 12 120.65 |
| 2018年11月23日 - 25日 | 第87回全日本フィギュアスケートジュニア選手権（福岡）   | 1 59.77  | 1 86.78  | 1 118.18  |

| 2017-2018 シーズン    |                                                      |         |         |         |
| 開催日                | 大会名                                               | RD      | FD      | 結果    |
| 2017年11月24日 - 26日 | 第86回全日本フィギュアスケートジュニア選手権（前橋） | 2 39.33 | 3 55.33 | 3 94.66 |

## プログラム使用曲
| シーズン  | RD | FD |
| --------- | --- | --- |
| 2021-2022 | Daydremin' + I NEED YOU 振付：メーガン・ウィング／アーロン・ロウ                                                       | An American In Paris 振付：イーゴリ・シュピリバンド／パスカーレ・カメレンゴ                                                              |
| 2020-2021 | Daydremin' + I NEED YOU 振付：メーガン・ウィング／アーロン・ロウ                                                       | An American In Paris 振付：イーゴリ・シュピリバンド／パスカーレ・カメレンゴ                                                              |
| 2019-2020 | アンドルー・ロイド・ウィバー『キャッツ』より Foxtrot: The Mystery Cat Waltz: Memory 振付：イーゴリ・シュピリバンド     | Believer by Imagine Dragons Chasing Cars by Snow Patrol 振付：イーゴリ・シュピリバンド                                                   |
| 2018-2019 | 映画『Mr.＆Mrs. スミス』(サウンドトラック)より Assassin’s Tango 振付： イーゴリ・シュピリバンド パスカーレ・カメレンゴ | ミュージカル『雨に唄えば』(サウンドトラック)より Singin' in the Rain Good Morning 振付： イーゴリ・シュピリバンド パスカーレ・カメレンゴ |